# John Greyson

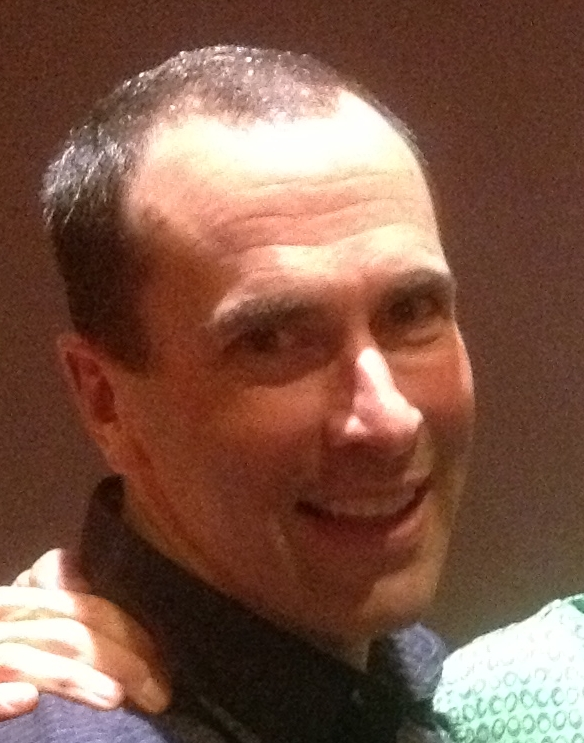
John Greyson (2013)

John Greyson (* 13. März 1960 in Nelson, British Columbia) ist ein kanadischer Regisseur, Drehbuchautor und Filmproduzent.

## Leben und Leistungen
Greyson wuchs als Sohn von Richard I. und Dorothy F. Greyson, geb. Auterson, überwiegend in der kanadischen Stadt London, Ontario, auf. In den 1970ern lebte er kurzzeitig in New York. Seit 1980 wohnt er in Toronto und schrieb für The Body Politic und andere Magazine.
1990 besuchte Greyson die Filmhochschule von Norman Jewison, das Norman Jewison Canadian Film Centre, er brachte sich das Filmemachen jedoch überwiegend selbst bei. Er drehte einige Kurzfilme, schrieb Drehbücher, führte bei Fernsehserien und Kinofilmen Regie und wurde mit verschiedenen Preisen ausgezeichnet. Er beschäftigt sich oft mit homosexuellen Themen, zum Beispiel im Liebesdrama Lilies – Theater der Leidenschaft (1996). Als Professor an der York University lehrt er Filmproduktion und Filmschnitt.
Bei den Internationalen Filmfestspielen Berlin 1989 erhielt Greyson einen Teddy Award für Pissoir und im Jahr 1991 einen für den Kurzfilm The Making of Monsters. 1991 gewann er beim Toronto International Film Festival für The Making of Monsters und 1993 für Zero Patience – Null Geduld. 1996 wurde er für Lilies – Theater der Leidenschaft beim World Film Festival als bester kanadischer Film ausgezeichnet. 1994 wurde er bei den Genie Awards für Zero Patience – Null Geduld und 1996 für Lilies – Theater der Leidenschaft nominiert. 2002 folgte ein Gemini Award für die Regie in Made in Canada. Die Jury der Lesbisch Schwulen Filmtage Hamburg zeichnete 2009 John Greysons Film Fig Trees mit dem Jurypreis aus. Dieser Preis ist mit 5.000 Euro der bestdotierte queere Filmpreis in Deutschland.
2020 wurde Greyson in die Royal Society of Canada gewählt.

## Haft in Ägypten
Am 16. August 2013 wurde er zusammen mit Tarek Loubani in Kairo verhaftet und befand sich ohne Anklage oder rechtlichen Beistand in Haft. Aus dem Gefängnis geschmuggelte Briefe berichten von 36 Inhaftierten, die sich eine Minizelle teilen müssen und von brutalen Misshandlungen durch Polizisten. Greyson wollte von Ägypten aus eigentlich in den Gazastreifen reisen, um zu filmen, wie Loubani die Mitarbeiter eines Krankenhauses dort weiterbildet. Verhaftet wurde er, als er und Loubani in einen Tumult gerieten und Polizisten an einer Straßensperre nach dem Weg zu ihrem Hotel fragten. Am 5. Oktober 2013 wurde er aus der Haft entlassen.

## Filmografie
| - 1984: The Perils of Pedagogy - 1985: The Jungle Boy - 1985: Kipling Meets the Cowboy - 1986: Moscow Does Not Believe in Queers - 1987: A Moffie Called Simon - 1988: Pissoir - 1991: The Making of Monsters - 1993: Zero Patience – Null Geduld (Zero Patience) - 1994: You Taste American - 1995: After the Bath - 1996: Lilies – Theater der Leidenschaft (Lilies – Les feluettes) - 1997: Uncut - 2000: The Law of Enclosures - 2001: Paradise Falls (Fernsehserie) - 2001–2002: Queer as Folk (Fernsehserie) - 2001–2003: Made in Canada (Fernsehserie) - 2003: Proteus - 2008: Rex vs. Singh (mit Richard Fung und Ali Kazimi) - 2009: Fig Trees | - 1988: Pissoir - 1991: The Making of Monsters - 1993: Zero Patience – Null Geduld (Zero Patience) - 1997: Uncut - 2000: The Law of Enclosures - 2003: Proteus - 2009: Fig Trees - 1997: Uncut - 2000: The Law of Enclosures - 2003: Proteus |